# Sabicea mollissima
Sabicea mollissima là một loài thực vật có hoa trong họ Thiến thảo. Loài này được Benth. ex Wernham miêu tả khoa học đầu tiên năm 1914.